# Zatîșne, Berehove
Zatîșne (în ucraineană Затишне) este un sat în orașul regional Bereg din regiunea Transcarpatia, Ucraina.

## Demografie
Componența lingvistică a localității Zatîșne
     Ucraineană (97,02%)
     Rusă (1,59%)
     Maghiară (1,19%)
Conform recensământului din 2001, majoritatea populației localității Zatîșne era vorbitoare de ucraineană (97,02%), existând în minoritate și vorbitori de rusă (1,59%) și maghiară (1,19%).